# ناتشو كاسيس
إغناسيو كاسيس مورا (بالإسبانية: Ignacio Cases Mora) (مواليد 22 ديسمبر 1987 - خيخون ، إسبانيا) لاعب كرة قدم إسباني ، يلعب في مركزي خط الوسط الهجومي والدفاعي ، ويلعب حاليًا لريال سبورتينغ خيخون الإسباني منذ عام 2011.

## روابط خارجية
- ناتشو كاسيس على موقع قاعدة بيانات كرة القدم.إي يو (الإنجليزية)
- ناتشو كاسيس على موقع Soccerbase.com (لاعب) (الإنجليزية)
- ناتشو كاسيس على موقع Soccerway.com (الإنجليزية)
- ناتشو كاسيس على موقع AS.com (الإسبانية)